# جمعية جيل المستقبل
جمعية جيل المستقبل هي منظمة غير حكومية لا تهدف للربح، تم تأسيسها في عام 1998 من قِبَل رجال أعمال مصريين بالقطاع الخاص. وكانت أهدافها المعلنة هي تطوير قطاع الموارد البشرية بمصر، بحيث يصبح قادرا على خوض غمار المنافسة على الساحة العالمية. وأيضا نقل ثقافة القطاع الخاص وإعادة تكييفها بحيث تتلاءم مع مستويات التميز والإنجازات العالمية من خلال تطوير قطاع الموارد البشرية.
كان رئيس مجلس إدارة الجمعية هو جمال مبارك نجل الرئيس -آنذاك-، وكان جميع أعضاء مجلس الإدارة بها من رجال الأعمال وأصحاب النفوذ السياسي. فكان منهم من الوزراء -آنذاك- أحمد المغربي ورشيد محمد رشيد، إضافة إلى أمين التنظيم بالحزب الحاكم آنذاك أحمد عز وأيضا معتز الألفي.
وكان قد بدأ نشاطا لهذه الجمعية بين شباب الجامعات المصرية.

## انتقادات
كان المعارضون في مصر ينظرون لهذه الجمعية علي أنها وسيلة لإعداد جمال مبارك لينفذ إلي شرائح واسعة من الشباب، استعدادا لتوريث الحكم.

## حلها
بعد ثورة 25 يناير 2011 التي أطاحت بالرئيس حسني مبارك وحل الحزب الحاكم، وتقديم مبارك وأولاده وعدد من وزرائه للمحاكمة حُلت تلك الجمعية واختفت عن الساحة.